# Peugeot SK
Pour les articles homonymes, voir SK et SKD.
Le Peugeot SK est une série de véhicules utilitaires produits par le constructeur automobile français Peugeot de 1933 à 1938 et dérivés des voitures Peugeot 201, 301, 302 et 402.

## Historique

### Type SK
La Peugeot SK de 6 CV sort en juin 1933 pour remplacer l'utilitaire Peugeot 201 T . La camionnette dispose d'une charge utile de 600 à 700 kg. Elle utilise la cabine de la 201 BR et le moteur de cette voiture, type SE quatre cylindres 63 × 90 mm. Ce moteur à soupapes latérales lui fournit une puissance de 23 ch (puissance fiscale de 6 CV) et donne une vitesse maximale de 60 km/h tandis que sa consommation d'essence est de 9 à 11 L/100 km.
Trois carrosseries sont proposées : châssis-cabine (SKC), boulangère (SKB) et fourgon (SKL),. Peugeot produit 896 utilitaires type SK de juin 1933 à juin 1934.

### Type SKR
Ce modèle complète le type SK. Il s'en distingue par son moteur SER puis SER3, celui de la 301. Ses quatre cylindres 70 × 90 mm lui donnent une puissance de 34 à 37 ch (puissance fiscale : 8 CV),,. Trois carrosseries sont proposées : châssis-cabine (SKCR), boulangère (SKBR) et fourgon (SKLR),.  Les dimensions restent les mêmes que le type SK, sauf l'empattement qui passe de 2,90 m à 2,94 m. À cause du supplément de puissance, la consommation augmente, 11 à 13 L/100 km.

### Types SKD etSK 2
Une nouvelle version apparaît en novembre 1934, sous le nom de SKD. La cabine est celle de la nouvelle 201 D. Le moteur SER4 reste celui de la 301 mais ses performances ont été améliorées. Ce moteur lui fournit une puissance de 35 ch et donne une vitesse maximale de 70 km/h (notamment grâce à la meilleure aérodynamique de la cabine), avec une charge utile poussée à 0,8 t, tandis que la consommation d'essence reste identique à celle du type SKR. 
Le type SK 2 apparaît en octobre 1936 au salon de l'automobile de Paris. Le nouveau modèle adopte la cabine et le moteur de la 201 M (en fait la 301 déclassée et simplifiée). Son aspect extérieur ne change donc pas vraiment. Le moteur SER5 fournit toujours 35 ch et les performances restent celles du type SKD. 
Les trois carrosseries reçoivent le même code pour les variantes SKD puis SK 2 : SAC pour le châssis-cabine, SAB pour la boulangère et SAL pour le fourgon,,. Les dimensions du châssis restent les mêmes que sur les types SK et SKR mais le volume disponible est augmenté à 4 m3 contre 2,6 m3,.
La production du type SKD dure jusqu'en octobre 1936, avec 2 207 exemplaires puis le type SK 2 est produit en 920 exemplaires jusqu'en septembre 1937,.

### TypesSK 3et 4

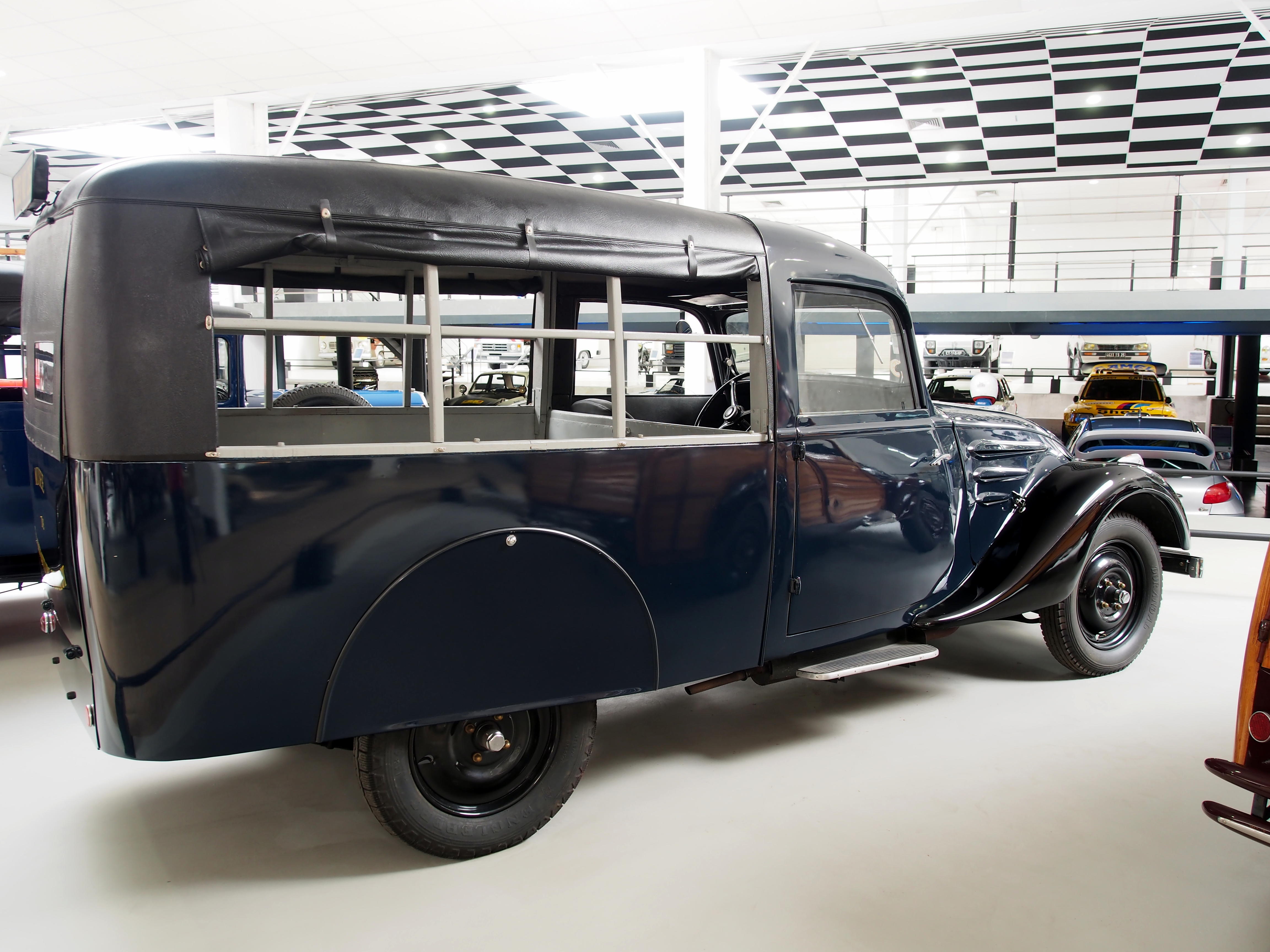
Vue latérale d'une boulangère SK3 (type S3B), conservée au musée de l'Aventure Peugeot.

Le type SK 3 prend la relève du SK 2 en septembre 1937. Il se distingue par le choix de cabine de la nouvelle 402, avec sa ligne aérodynamique dite « fusée Sochaux ». Toutefois, le moteur n'est pas celui de la 402 mais celui de la 302 alors en production. Du type TE, ce moteur culbuté à quatre cylindres 78 × 92 mm développe 43 ch (puissance fiscale : 10 CV). La vitesse maximale reste 70 km/h, la charge utile est de 800 kg mais le véhicule est légèrement plus lourd et plus volumineux que le type SK 2 tandis que la consommation est de 12 à 14 L/100km.
Les carrosseries sont codées S3C (châssis-cabine), S3B (boulangère) et S3L (fourgon),.
Il est produit en 450 unités jusqu'en mars 1938,.
Enfin, la variante SK 4, similaire mais à moteur de 402 (type TH quatre cylindres 83 × 92 mm, 55 ch, 11 CV fiscaux), est produite en 16 exemplaires de février 1937 à mars 1938 pour l'exportation,.
La série des SK est remplacée en 1938 par la version utilitaire de la Peugeot 202, la 202 U.